# Don Zagier
Don Bernard Zagier (Heidelberg, 29 de junho de 1951) é um matemático estadunidense. Sua principal área de trabalho é a teoria dos números.
É atualmente um dos diretores do Instituto Max Planck de Matemática em Bonn, Alemanha, e professor do Collège de France em Paris, França.
De entre os alunos de doutorado que tiveram Don Zagier como orientador estão Svetlana Katok, Winfried Kohnen, Maxim Kontsevich, e Maryna Viazovska.

## Condecorações e associações
Recebeu o Prêmio Cole de 1987 e o Prêmio Staudt de 2001. Recebeu também o Prêmio Carus de 1983, o Prêmio Élie Cartan de 1996 e o Prêmio Chauvenet de 2000. Em 2004/2005 foi membro do comitê do Prémio Abel.
Em 1993 foi eleito membro da Academia Europaea. É desde 1998 membro da Academia Leopoldina, em 1999 foi eleito membro da Academia de Ciências e Artes da Renânia do Norte-Vestfália, em 2017 da Academia Nacional de Ciências dos Estados Unidos. Em 2019 foi eleito membro honorário da London Mathematical Society.
Em 2007 apresentou a Gauß-Vorlesung da Associação dos Matemáticos da Alemanha. Foi palestrante convidado do Congresso Internacional de Matemáticos em Berkeley (1986: L-series and the Green’s functions of modular curves. Em 1992 foi palestrante convidado do Congresso Europeu de Matemática em Paris (Values of zeta functions and their applications).

## Publicações selecionadas
- Zagier, D. (1990), «A One-Sentence Proof That Every Prime p ≡ 1 (mod 4) Is a Sum of Two Squares», Mathematical Association of America, The American Mathematical Monthly, 97 (2): 144, JSTOR 2323918, doi:10.2307/2323918. The First 50 Million Prime Numbers." Math. Intel. 0, 221–224, 1977.
- (com F. Hirzebruch) "Intersection numbers of curves on Hilbert modular surfaces and modular forms of Nebentypus" Invent. Math. 36 (1976) 57-113
- Hyperbolic manifolds and special values of Dedekind zeta functions Invent. Math. 83 (1986) 285-302
- (com B. Gross) Singular moduli J. reine Angew. Math. 355 (1985) 191-220
- (com B. Gross) Heegner points and derivative of L-series Invent. Math. 85 (1986) 225-320
- (com J. Harer) The Euler characteristic of the moduli space of curves Invent. Math. 85 (1986) 457-485
- (com B. Gross and W. Kohnen) Heegner points and derivatives of L-series. II Math. Annalen 278 (1987) 497-562
- The Birch-Swinnerton-Dyer conjecture from a naive point of view in Arithmetic Algebraic Geometry (G. v.d. Geer, F. Oort, J. Steenbrink, eds.), Prog. in Math. 89, Birkhäuser, Boston (1990) 377-389
- Polylogarithms, Dedekind zeta functions, and the algebraic K-theory of fields in Arithmetic Algebraic Geometry (G. v.d. Geer, F. Oort, J. Steenbrink, eds.), Prog. in Math. 89, Birkhäuser, Boston (1990) 391-430